# نان تخت
نان تخت یا مسطح (به انگلیسی: Flatbread) نانی است که با آرد، آب، شیر، ماست یا مایعات دیگر به همراه نمک به صورت یک خمیر صاف درآمده و سپس با قرار گرفتن در معرض حرارت پخته می‌شود. بسیاری از نان‌های مسطح بدون خمیر هستند، اگرچه برخی از آنها مانند پیتزا و نان پیتا خمیر می‌شوند.
ضخامت نان‌های مسطح از زیر یک میلی‌متر تا چند سانتی‌متر متغیر است تا بتوان آن‌ها را به راحتی و بدون برش دادن خورد. آنها را می‌توان در فر پخت، در روغن داغ سرخ کرد، روی ذغال داغ کباب کرد، روی تابه داغ یا تاوا، کومال یا توری فلزی پخت و به صورت تازه یا منجمد مصرف کرد.

## تاریخچه
نان تخت یکی از اولین غذاهای فرآوری شده بود و شواهدی از تولید آنها در مکان‌های باستانی در بین‌النهرین و مصر باستان وجود دارد. گفته می‌شود که منشأ همه سیستم‌های پخت نان تخت در غرب آسیا است، جایی که متعاقباً به سایر مناطق جهان گسترش یافت.
تنورهای سفالی اولیه (تندیر) که برای پختن نان تخت بدون خمیرمایه استفاده می‌شد، در دوران سلجوقی و عثمانی در آناتولی رایج بود و در مکان‌های باستان‌شناسی توزیع شده در سراسر خاورمیانه یافت شده است. از میان صدها نوع نان شناخته شده از منابع خط میخی، نان تینورو بدون خمیرمایه با چسباندن نان به دیواره‌های جانبی اجاق استوانه ای گرم شده تهیه می‌شد. این نوع نان هنوز در فرهنگ غذایی روستایی در این بخش از جهان نقش اساسی دارد.